# 侏羅紀公園3
《侏罗纪公园III》（英語：Jurassic Park III）是一部于2001年上映的美国科幻冒险片，是《侏罗纪公园》系列的第三部作品，也是该系列中第一部既不是由斯蒂芬·斯皮尔伯格导演，亦非根据迈克尔·克莱顿所著小说改编的电影，不过片中有部分场景来源于克莱顿的两本原著小说《侏罗纪公园》和《失落的世界》。影片主要情节的发生地位于前作《侏罗纪公园：失落的世界》中的索纳岛（Isla Sorna），一对离婚夫妇用计把亚伦·格兰特博士骗到岛上，帮助他们找到自己的儿子。
继《侏罗纪公园》获得成功后，乔·庄斯顿就曾向斯皮尔伯格请求执导《侏罗纪公园：失落的世界》的机会，但斯皮尔伯格自己打算执导，因此他向庄斯顿保证，只要还会有下一部续集就会交给他来拍。斯皮尔伯格担任本片的执行制片人。影片于2000年8月开始制作，上映后获得的评价不佳，但商业上较为成功，全球票房超过3.68亿美元。

## 剧情
一名12岁男孩艾瑞克陪他母亲的朋友班·希尔德布兰，在自然保护禁区索纳岛附近玩帆伞运动，但过程中发生事故，船员全部消失，整艘船也撞上礁石。艾瑞克和班在第一时间解开绳索脱离，两人伞降至岛屿内部。八星期后，曾在侏罗纪公园侥幸生还的古生物学家亚伦·葛兰特，在针对迅猛龙智商的研究上取得重大发现，他将自己从迅猛龙化石发现的共振喉与原先一起在侏罗纪公园倖存的老同事艾丽·赛特勒一起讨论，发现最原始的迅猛龙比人类所想象的更为聪明，甚至能彼此沟通。亚伦的学生比利靠3D打印机成功复制出迅猛龙的共振喉，能够靠此发出迅猛龙的相似叫声。这时，一对看似是有钱夫妇的保罗和亚曼达·科比希望能雇用亚伦，陪他们一起搭乘私人飞机在空中游览索纳岛，称他们会对其研究给予全额资助，让面临资金短缺的亚伦姑且答应请求。
一行人搭乘私人飞机飞进索纳岛区域，随行的人包括三名雇佣兵乌德斯基、纳什和库伯。但当驾驶飞机的乌德斯基和纳什准备在岛上降落时，亚伦试图制止他们却被身后的库伯打昏，醒来后发现飞机已落地，还观察到保罗和亚曼达正在搜寻人。然而，他们不慎惊动栖息附近的一隻棘龙，迫使所有人回飞机准备返回空中，唯独落下的库伯站在跑道前方，尾随而来的棘龙直接将他吃掉。飞机试图闪避棘龙却直接冲进树林并卡在树上，棘龙随后前来破坏飞机，吃掉当时手拿保罗卫星电话的纳什。剩下的人逃至树林深处却又遇到一隻暴龙，往反方向逃跑时让棘龙和暴龙正面交锋，而棘龙当场以扭断颈部的方式杀死暴龙。众人脱困后，保罗和亚曼达坦白他们实为一对刚离婚一年的中产阶级夫妇，费尽心思上岛是为了寻找在岛上失踪的儿子艾瑞克，雇用亚伦源于他在努布拉岛上的生存经验。
亚伦澄清自己从未来过这座索纳岛，不情愿继续协助科比夫妇后，收拾必需品决定前往海边再想办法求救。众人中途找到艾瑞克和班遗弃在树上的帆伞，同时包括班的骸骨遗体。他们靠掉落旁边的摄像机得知艾瑞克成功从树上下去，比利将帆伞收下准备作为求救手段。众人继续上路时路过一座大型迅猛龙巢穴，随后进入一座国际遗传公司的弃置设施寻人，但在里面被一隻迅猛龙追逐，而亚伦目睹该龙“呼叫”同伴。众人奔跑进冠龙和副栉龙群体中失散，落单的乌德斯基遭受迅猛龙围攻而死，躲在树上的亚曼达刚想下去救他，却险些中迅猛龙的埋伏，比利和保罗迅速将她拉回树上，同时惊讶于迅猛龙懂得靠诱饵来制造陷阱。落单的亚伦同样被一群能“互相沟通”的迅猛龙群包围，而在岛上生存八星期的艾瑞克扔烟雾弹赶跑迅猛龙后将他救走，两人躲入一辆物资货车度过一晚。
隔天清晨，亚伦和艾瑞克听见熟悉的卫星电话响声，呼叫身处不远的保罗和亚曼达而集体团圆。但众人突然发现电话响声是从尾随身后的棘龙肚子里传出，因此全员躲进一座弃置观测台。亚伦发现比利偷来两颗迅猛龙的蛋而准备卖掉换研究资金，从而导致他们被迅猛龙群追逐，首先严厉批评比利的行为，但决定留住两颗蛋来保证生存机会。一行人沿着走道进入下方寻找出口，但该处却是用来关无齿翼龙的“鸟笼”设施，独自过铁桥的艾瑞克被翼龙抓走，比利使用帆伞飞行救出他，但他自己却被三只翼龙攻击而失散。其他人逃出设施搭上一艘旧船后沿着峡谷航向海边，夜间再度听见卫星电话响声，从岸边的棘龙粪便中挖出电话，亚伦直接联系上艾丽来求救。然而，潜伏在河中的棘龙展开攻击，保罗不顾性命吸引棘龙注意力，而亚伦靠发射信号弹点燃船的燃油，引起大火才将棘龙吓跑。
一行人在即将抵达海岸边时被迅猛龙群拦截，直到亚伦交出两颗蛋、并用带在身上的共振喉吹出“求救叫声”迷惑迅猛龙，使牠们集体叼着蛋离开。在海边，众人目视艾丽呼叫的美国海军以及海军陆战队前来接他们，还发现他们营救受伤却倖存的比利。一行人团圆后离开索纳岛，同时注意到三只无齿翼龙飞离岛屿，共同飞往未知的地方安家。

## 演员
| 演員                                     | 角色                          | 介紹                                                                                         |
| 山姆·尼爾 Sam Neill                      | 亚伦·葛兰特 Dr. Alan Grant    | 知名古生物学家，侏罗纪公园灾难的幸存者之一，自那以后发展出迅猛龙智商领域广泛和突破性的理论。 |
| 威廉姆·H·梅西 William H Macy             | 保罗·科比 Paul Kirby          | 一家五金店老板，由于儿子受困索纳岛，别无选择下假扮有钱人雇用亚伦作为向导。                   |
| 蒂雅·李歐妮 Téa Leoni                    | 亞曼达·科比 Amanda Kirby      | 保罗的前妻，一年前与保罗离婚，如今儿子失踪而只能和前夫合作寻找儿子。                         |
| 亚历桑德罗·尼沃拉 Alessandro Nivola      | 比利·布伦南 Billy Brennan     | 亚伦的学徒兼助手，年轻、好胜且过于热心，是一位古生物学的研究生。                             |
| 特拉沃·摩根 Trevor Morgan                | 艾瑞克·科比 Eric Kirby        | 保罗和亚曼达的12岁儿子，在一次玩帆伞时不慎受困大量恐龙生活的索纳岛上。                       |
| 迈克尔·杰特 Michael Jeter                | 乌德斯基 Udesky               | 受科比夫妇雇用的雇佣兵，实为一名帮同事代班的中介人，负责组队飞往作为禁区的索纳岛。           |
| 布鲁斯·杨 Bruce Young                    | 纳什 Nash                     | 受科比夫妇雇用的雇佣兵，同时身兼飞行员，跟乌德斯基共同驾驶飞机。                             |
| 约翰·迪尔 John Diehl                     | 库柏 Cooper                   | 受科比夫妇雇用的雇佣兵，在队伍中担任武器专家。                                               |
| 劳拉·邓恩 Laura Dern                     | 艾丽·赛特勒 Dr. Ellie Sattler | 古植物学家，侏罗纪公园灾难的另一位幸存者，如今已成家立业。                                   |
| 泰勒·尼科斯 Taylor Nichols               | 马克·德格勒 Mark Degler       | 艾丽的丈夫，为美国国务院工作，陪艾丽养有两个孩子。                                           |
| 馬克·哈雷利克 Mark Harelik               | 班·希尔德布兰 Ben Hildebrand  | 亚曼达的现任男友，爱好极限运动，带艾瑞克玩帆伞时一起在岛上失踪。                             |
| 朱里欧·奥斯卡·曼切索 Julio Oscar Mechoso | 恩里克·卡多索 Enrique Cardoso | 索纳岛附近的非法帆伞运动的经营者，吸引顾客前来游览。                                         |
| 布雷克·迈克尔·布莱恩 Blake Michael Bryan | 查理·德格勒 Charlie Degler    | 艾丽和马克的几岁大儿子，将亚伦叫作「恐龙叔叔」。                                             |
| 琳达·朴 Linda Park                       | 汉娜 Hannah                   | 艾丽的秘书。                                                                                 |

## 制作
乔·庄斯顿联系了自己的朋友斯皮尔伯格，表示自己一直都有兴趣要为《侏罗纪公园》拍摄一部续集，斯皮尔伯格当时打算亲自执导第一部续集《侏罗纪公园：失落的世界》，于是他同意如果会有下一部续集，将会由庄斯顿来导演。除了要“更加独立”并且包含许多会飞的爬行动物以外，庄斯顿对第三部电影从未有过任何具体的概念。1999年8月，影片获得了开拍许可，克雷格·罗森堡编写了一个剧本，其中涉及多名青少年孤立无援地流落在桑那島上。斯皮尔伯格构想了一个早期的故事线索，其中亚伦·格兰特将在一个岛上研究恐龙种群，平常他就住在树上。
之后剧组请来新的编剧撰写了一个涉及无齿翼龙飞离小岛，导致美国本土接连出现有人被害的剧本。在这个故事中，亚伦·格兰特将与包括比利·布伦南在内的多人展开调查，他们的飞机在生活有恐龙的岛上摔机降落，同时本土也开始进行调查。起初有关无齿翼龙的笼子以及实验室中与迅猛龙遭遇的情节要更长，也更复杂，如调查组误入翼龙的孵化场过夜，而翼龙悄悄地进入进行偷袭等。这个版本已经搭建了外景，制作了服装和道具。但是，庄斯坦在大卫·凯普的建议下于电影开拍5周前推翻了整个方案，要求换成一个“救援任务”式的剧情。庄斯顿表示，电影制作期间剧本一直都没有完成：“我们一页页拍，但我们并没有一个完整的剧本。”电影前期制作期间，概念艺术家为影片创作了多个广告，其中先后用过的电影片名包括《侏罗纪公园：灭绝》（Jurassic Park: Extinction）和《侏罗纪公园：突围》（Jurassic Park: Breakout）。
2000年7月21日，电影的预告片和《神奇寶貝劇場版：夢幻之神奇寶貝 洛奇亞爆誕》一起首次亮相，影片于2000年8月30日开拍，在没有一个完成剧本的情况下于加利福尼亚州、歐胡島和摩洛凱島多处进行取景。故事线索中包含《侏罗纪公园》和《失落的世界》两部原著中少量没有在之前电影里出现过的内容，如无齿翼龙的笼子和之后使用的船只。与两部前作相比有所偏离的一点是，电影中人类的主要对手换成了棘龙。庄斯顿表示，“许多恐龙的外型都和暴龙很相似……我们想让观众马上发现这是另外一种恐龙。”棘龙的轮廓也出现在电影的海报上，位于无齿翼龙的阴影之下，取代了以前电影海报中暴龙的位置。在选中棘龙以前，剧组还曾考虑由重爪龙来作为“大反派”。在电影的对白中，比利误以为他们遇上的是重爪龙或似鳄龙，而格兰特对他予以了纠正。
电影中恐龙的特技镜头是由电子动画和电脑绘图混合制作的。由于在古生物学领域的一些新发现和理论，本片中多种恐龙的形象与之前的作品有所不同。一些发现指出迅猛龙的头部和颈部存在羽毛，影片的技术顾问，古生物学家杰克·霍纳说：“我们找到证据表明迅猛龙有羽毛，或是类似羽毛的构造，所以我们把将这一发现融入到了迅猛龙的新形象中。”
曾为《侏罗纪公园》和《侏罗纪公园：失落的世界》谱写配乐的约翰·威廉斯推荐了唐·戴维斯来创作本片的音乐。威廉斯的原创主题整合到了新电影中，另外有多首曲目是戴维斯原创的。此外，兰迪·纽曼的歌曲出现在的电影的餐馆场景中。

## 发行
《侏罗纪公园3》于2001年7月18日开始在3434家电影院上映，首周收入5077万1645美元，成功登上票房榜冠军宝座。影片最终在美国一共进账1亿8117万1875美元，全球共计入账3亿6878万零809美元，这个成绩可以在2001年世界电影票房排行榜上排到第8位，但仍然不及同一系列的前两部作品《侏罗纪公园》和《侏罗纪公园：失落的世界》。与两部前作一样，本片也进行了大力的营销推广，包括7个电子游戏和一本以儿童为目标的改编小说。2001年12月11日，电影发行了DVD，同行还与两部前作一起组成“侏罗纪公园三部曲”，2005年11月又再发行了“侏罗纪公园历险套装”。影片还与《绿巨人》一起发行了双碟DVD套装。此外，《侏罗纪公园3》的电影原声带也于2001年7月通过CD载体发行。
斯科特·申辛（Scott Ciencin）撰写了三本配合电影发行的儿童书籍，第一部详细描写了艾里克独自在桑那島上生活的8个星期，第二部讲述艾里克和亚伦一起回到桑那島上营救一组少年电影制作人，最后一本讲的是艾里克和亚伦带领一只在环球影城主题公园筑巢的无齿翼龙返回桑那島的故事。

## 迴響
《侏罗纪公园3》上映后获得的评价不佳，根据烂蕃茄上收集的158篇评论文章，其中78篇给出“新鲜”的正面评价，“新鲜度”为49%，平均得分5.2。其中的共识性评价中写道：“恐龙还是像以前一样酷，但故事情节也太老套了。”。而从Metacritic上收集的30篇评论文章来看，只有7篇给出好评，7篇差评，16篇褒贬不一，平均得分42（满分100）。在两个网站上，这都是侏罗纪公园三部曲所获评价最差的作品。
《娱乐周刊》的欧文·格雷伯曼给予本片“C”级评价，认为电影只是给孩子们准备的一次毫无新意的主题公园旅行，斯皮尔伯格的魔力和那芭蕾舞般轻巧的触动都已荡然无存，整整90分钟的时间里出现了太多沉闷乏味的角色。《综艺》的德里克·艾利（Derek Elley）也有类似看法，称影片只是一场提醒观众购买电脑游戏的旅程，让两部前作都成为经典电影制作的范例。不过本·瓦康汀（Ben Varkontine）倒觉得电影的表现虽不能与《侏罗纪公园》相比，但还是强过《侏罗纪公园：失落的世界》。许多批评都针对了影片剧情上的空洞，只是单纯的追追逃逃，没有在人物性格上体现出任何深度。《阿波罗电影指南》（Apollo Movie Guide）指出本片“没有任何新的构思，甚至连剧本都没有”，“几乎和第一部电影（指《侏罗纪公园》）一模一样”。《帝国》杂志给予影片三星的评价（最高五星），认为这是一部“短小、零碎而断断续续地来吓人”的电影。《芝加哥太阳报》影评人罗杰·艾伯特认为好莱坞已经在用A级片的预算拍B级片，《侏罗纪公园3》就是其中之一。

### 奖项与提名
| 类别             | 奖项                                         | 提名                                                             | 结果 |
| ---------------- | -------------------------------------------- | ---------------------------------------------------------------- | ---- |
| 第28屆土星奖     | 最佳科幻片                                   | 《侏罗纪公园3》                                                  | 提名 |
| 第28屆土星奖     | 最佳特技效果                                 | 《侏罗纪公园3》                                                  | 提名 |
| 第6屆卫星奖      | 最佳视觉效果                                 | 《侏罗纪公园3》                                                  | 提名 |
| 第6屆卫星奖      | 最佳音效                                     | 《侏罗纪公园3》                                                  | 提名 |
| 2002年金拖车奖   | 最佳恐怖/惊悚片                              | 《侏罗纪公园3》                                                  | 提名 |
| 金卷轴奖         | 最佳音效剪辑                                 | 《侏罗纪公园3》                                                  | 提名 |
| 2011年塞拉利昂奖 | 最佳DVD                                      | 《侏罗纪公园3》                                                  | 獲獎 |
| 2002年BMI电影奖  | 最佳音乐                                     | 唐·戴维斯和约翰·威廉斯                                           | 獲獎 |
| 第22屆金酸莓奖   | 最差续集或重拍片                             | 《侏罗纪公园3》                                                  | 提名 |
| 斯汀克斯烂片奖   | 最差女演员                                   | 蒂雅·李歐妮                                                      | 提名 |
| 斯汀克斯烂片奖   | 使用好莱坞算术法全球票房过亿电影中的最差剧本 | 彼得·布奇曼、亚历山大·佩恩、吉姆·泰勒，基于迈克尔·克莱顿小说创作 | 提名 |
| 斯汀克斯烂片奖   | 最差续集                                     | 《侏罗纪公园3》                                                  | 提名 |

## 外部連結
- 互联网电影数据库（IMDb）上《侏羅紀公園3》的资料（英文）
- AllMovie上《侏羅紀公園3》的资料（英文）
- 爛番茄上《侏羅紀公園3》的資料（英文）
- 豆瓣电影上《侏羅紀公園3》的資料 （简体中文）
- Box Office Mojo上《侏羅紀公園3》的資料（英文）
- Metacritic上《侏羅紀公園3》的資料（英文）